# Soekarno: Indonesia Merdeka
Soekarno: Indonesia Merdeka é um filme de drama indonésio de 2013 dirigido e escrito por Hanung Bramantyo. Foi selecionado como representante da Indonésia à edição do Oscar 2015, organizada pela Academia de Artes e Ciências Cinematográficas.

## Elenco
- Ario Bayu - "Soekarno"
- Lukman Sardi - Hatta
- Mathias Muchus - Hassan Din
- Henky Solaiman - Koh Ah Tjun
- Ria Irawan - Prostitute
- Emir Mahira - "Soekarno" (Teen)
- Aji Santosa - "Soekarno" (Kid)
- Tika Bravani - Fatmawati
- Sujiwo Tejo - Soekemi